# Турань
Турань (рос. Турань) — село в Ветлузькому районі Нижньогородської області Російської Федерації.
Населення становить 168 осіб. Входить до складу муніципального утворення Туранська сільрада.

## Історія
Від 2009 року входить до складу муніципального утворення Туранська сільрада.

## Населення
| 1999 | 2002 | 2010 |
| ---- | ---- | ---- |
| 188  | ↘165 | ↗168 |